# Asnans-Beauvoisin
Asnans-Beauvoisin ist eine französische Gemeinde im Département Jura in der Region Bourgogne-Franche-Comté. Sie gehört zum Arrondissement Dole und zum Kanton Tavaux und grenzt im Norden an Chaussin, im Nordosten an Gatey, im Osten an Chaînée-des-Coupis, im Südosten an Les Essards-Taignevaux, im Süden an Les Hays, im Südwesten an Petit-Noir sowie im Nordwesten an Longwy-sur-le-Doubs.

## Bevölkerungsentwicklung
| Jahr                       | 1962 | 1968 | 1975 | 1982 | 1990 | 1999 | 2006 | 2017 |
| Einwohner                  | 424  | 443  | 558  | 600  | 581  | 540  | 656  | 731  |
| Quellen: Cassini und INSEE |      |      |      |      |      |      |      |      |

|  |  |